# Strongylura anastomella
Strongylura anastomella, jedan od 15 vrsta morskih riba roda Strongylura u porodici iglica (Belonidae). Živi u vodama sjeverozapadnog Pacifika od Japana do Tajvana. Oblika je igle, naraste maksimalno do jednog metra dužine, a može težiti najviše jedan kilogram.
S. anastomellu je Basilewsky, 1855 klasificirao rodu Belone nazvavši je B. esocina, a Gratzianov, 1907. rodu Tylosurus pod imenom T. issajewi.
Službenog trgovačog naziva nema ali je u Kini, Japanu, Koreji i na Tajvanu poznata pod više lokalnih naziva.